# Kieszonka retrakcyjna
Kieszonka retrakcyjna – wciągnięcie zwykle części błony bębenkowej do wnętrza jamy bębenkowej. Powstaje ona w przypadku osłabienia elementów włóknistego szkieletu stanowiącego rusztowanie błony bębenkowej. Z punktu widzenia klinicznego jest ona przepukliną, której wrota stanowi otwór (rozejście się) elementów warstwy włóknistej a worek – zewnętrzna warstwa naskórkowa błony. Kieszenie retrakcyjne powstają najczęściej przez wpuklenie części wiotkiej (błony Schrapnella) lub kwadrantu tylno-górnego błony bębenkowej. Z punktu widzenia klinicznego kieszonki retrakcyjne stanowią ważny problem dla otolaryngologów, gdyż może się w nich rozwijać perlak, zarówno pierwotny jak i wtórny. Są więc one stanem przedperlakowym.

## Przyczyny
Najczęstszą przyczyną powstawania wpukleń w błonie bębenkowej będących kieszonkami retrakcyjnymi są wszystkie stany przebiegające z nieprawidłową wentylacją jamy bębenkowej, które najczęściej są spowodowane zaburzeniem drożności trąbki słuchowej. 
- wysiękowe zapalenie ucha środkowego
- przerost migdałka gardłowego

Kieszonki retrakcyjne mogą także tworzyć się po wykonanych wcześniej tympanoplastykach w przeszczepionych błonach bębenkowych. Jeżeli były one wykonane jako leczenie przewlekłego perlakowego zapalenia ucha środkowego, mogą być wtedy źródłem nawrotu perlaka. 

## Patofizjologia
Przewlekłe podciśnienie w jamie bębenkowej powoduje osłabienie elementów włóknistych błony bębenkowej i utratę włókien kolagenowych w najbardziej podatnych jej częściach. Jak wspomniano jest to błona Schrapnella oraz kwadrant tylno-górny. Okolice te są szczególnie predysponowane i mało odporne na zmiany ciśnienia w uchu środkowym, gdyż zawierają mało elementów włóknistych, co ułatwia tworzenie się przepukliny. Worek przepuklinowy kieszonki retrakcyjnej powstaje na skutek wpuklenia warstwy naskórkowej do wnętrza jamy bębenkowej. Niektóre kieszonki mogą ulec utrwaleniu na skutek powstawania zrostów pomiędzy nimi a ścianą jamy bębenkowej. Zrosty kieszeni retrakcyjnej występują najczęściej z promontorium i z kosteczkami słuchowymi. Jednym z czynników predysponujących do rozwoju kieszonek retrakcyjnych są także nawracające stany zapalne ucha środkowego. Powodują one wydzielanie mediatorów stanu zapalnego i enzymów (np. elastaza), które mogą niszczyć warstwę włóknistą błony bębenkowej.

## Klasyfikacja
Dla kieszonek powstających z części wiotkiej błony bębenkowej stosuje się 4-stopniową klasyfikacją Tosa:
- I.   łagodna retrakcja – obecne powietrze pomiędzy szyjką młoteczka a błoną Schrapnella
- II.  przyrośnięcie części wiotkiej do szyjki młoteczka
- III. retrakcja ciężka z niewielką resorpcją kości
- IV.  retrakcja ze znaczną resorpcją kości

W przypadku retrakcji części napiętej błony bębenkowej (kwadrant tylno-górny)  używana jest 4-stopniowa klasyfikacja Sade:
- I.   błona bębenkowa dyskretnie wpuklona do przyśrodka (w kierunku jamy bębenkowej)
- II.  większe wpuklenie błony, która oblepia kowadełko i strzemiączko; erozja wyrostka soczewkowatego kowadełka
- III.  kieszeń błony przylega ale nie zrasta się ze wzgórkiem (łac. promontorium)
- IV.   kieszonka zrasta się z promontorium

Najczęściej stosowanym w praktyce klinicznej jest podział według Charachon. Kieszonki retrakcyjne zostały podzielone na:
- a) kontrolowane, ruchome (w otoskopii pod mikroskopem i w próbie Valsalvy lub Politzera)
- b) kontrolowane, nieruchome
- c) niekontrolowane, nieruchome
  - w mikroskopie
  - w otoskopii

## Objawy i postępowanie
Najczęstszym objawem stwierdzanym przy występowaniu kieszonek retrakcyjnych jest niedosłuch typu przewodzeniowego o różnym stopniu nasilenia związanym ze stopniem zaawansowania kieszonki retrakcyjnej. W przypadku rozwoju perlaka pojawiają się typowe objawy jak cuchnący, ropny wyciek z ucha, okresowe zawroty głowy itp. Uszy, w których istnieje podejrzenie kieszonek retrakcyjnych, zawsze wymagają  badania otoskopowego po powiększeniem: mikrootoskopia w lupie usznej Siegla lub przy użyciu mikroskopu usznego. Kieszonki o małym stopniu zaawansowania mogą być leczone zachowawczo i zwykle dają się "odprowadzić" przy stosowaniu próby Politzera. Kieszenie bardziej zaawansowane związane z wysiękowym zapaleniem ucha środkowego wymagają wykonania paracentezy założenia drenika wentylacyjnego (pistonu) do błony bębenkowej i okresowej obserwacji oraz badań kontrolnych. Kieszonki w których występują zrosty ze ścianą przyśrodkową jamy bębenkowej wymagają leczenia operacyjnego (myringoplastyka, tympanoplastyka).